# پالماریجی
پالماریجی (به ایتالیایی: Palmariggi) یک کومونه در ایتالیا است که در استان لچه واقع شده‌است.

## خصوصیات
پالماریجی ۸٫۷۸ کیلومترمربع مساحت و ۱٬۵۸۳ نفر جمعیت دارد و ۹۹ متر بالاتر از سطح دریا واقع شده‌است.